# Tazaki Sōun

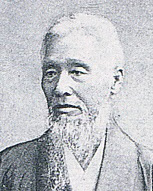
Tazaki Sōun

Tazaki Sōun (japanisch 田崎 草雲, wirklicher Name Tazaki Un (田崎 芸); geb. 15. November 1815 in Edo (heute: Tokio); gest. 1. September 1898) war ein japanischer Maler der Nanga-Schule während  der späten Edo-Zeit und der Meiji-Zeit.

## Leben und Werk
Tazaki Sōun wurde als Sohn eines einfachen Samurai, der im Dienst der Daimyō von Ashikaga stand, in Edo geboren. Er interessierte sich von klein auf für die Malerei, unterstützte dann vor Meiji-Restauration die kaiserliche Seite und stellte eine Freiwilligen-Truppe unter dem Namen Seishintai (精神隊) auf. Danach schied er aus den Diensten aus und reiste durchs Land, um die Werke der chinesischen Meister der Song- und Ming-Zeit, wie Liu Sung-nien (1174–1224), Qiu Ying (1494?–1552) und Shen Zhou (1427–1509) zu studieren. Er bildete sich weiter unter Kanai Ushū, Katō Baiō der Maruyama-Shijō-Schule, und unter Haruki Nammei und Tani Bunchō. Auf der Basis dieser Ausbildung entwickelte er seine eigene Variante der Nanga-Malerei. Er wurde 1890 Kunstsachverständiger des kaiserlichen Haushalts (帝室技芸員, Teishitsu gikeiin) und Mitglied der Akademie der Künste. Er wurde mit der Ausgestaltung der Decken und Schiebetüren (襖絵, Fusuma-e) in einem der kaiserlichen Paläste beauftragt.
Tazakis Arbeiten basieren hauptsächlich auf denen Harukis, zeigen einen Einfluss der chinesischen Malerei, wobei er den Stil der sogenannten Nord-Schule mit dem der Süd-Schule verband. Aber auch Einflüsse der Rimpa-Schule und des Yamato-e sind zu spüren. Eine Bilderserie ist zusammengefasst unter Bukozanga-satsu (撫古山画冊). – Zu seinen Schülern gehört Komuro Suiun.
1968 wurde in Ashikaga eine Gedenkmuseum für Tazaki (草雲美術館, Sōun bijutsukan) eröffnet.

## Bilder

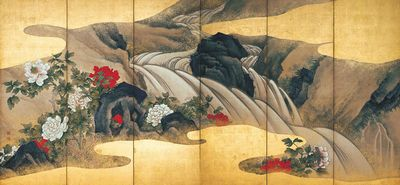
Landschaft mit Pfingstrosen (Stellschirm)
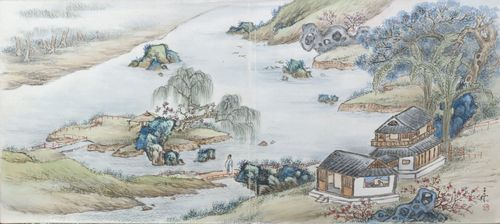
Frühlings-Landschaft
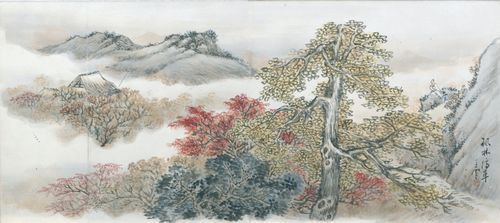
Ahorn-Wald
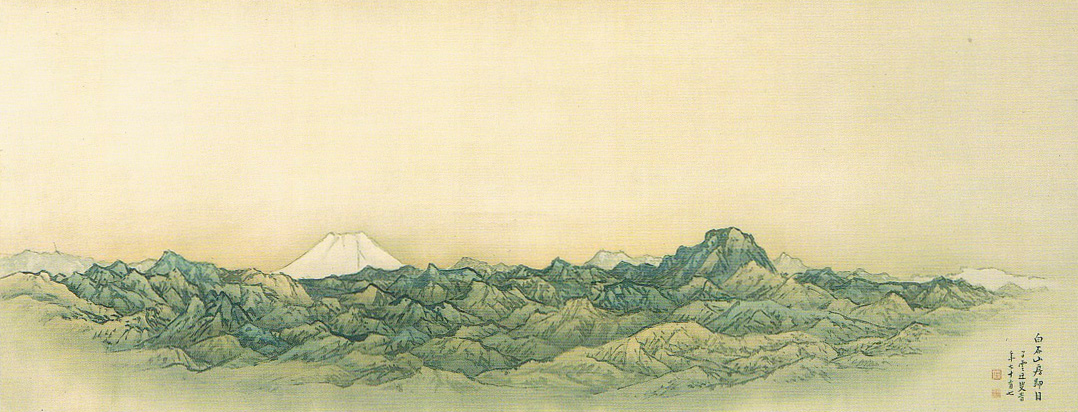
Landschaft mit Berg Fuji
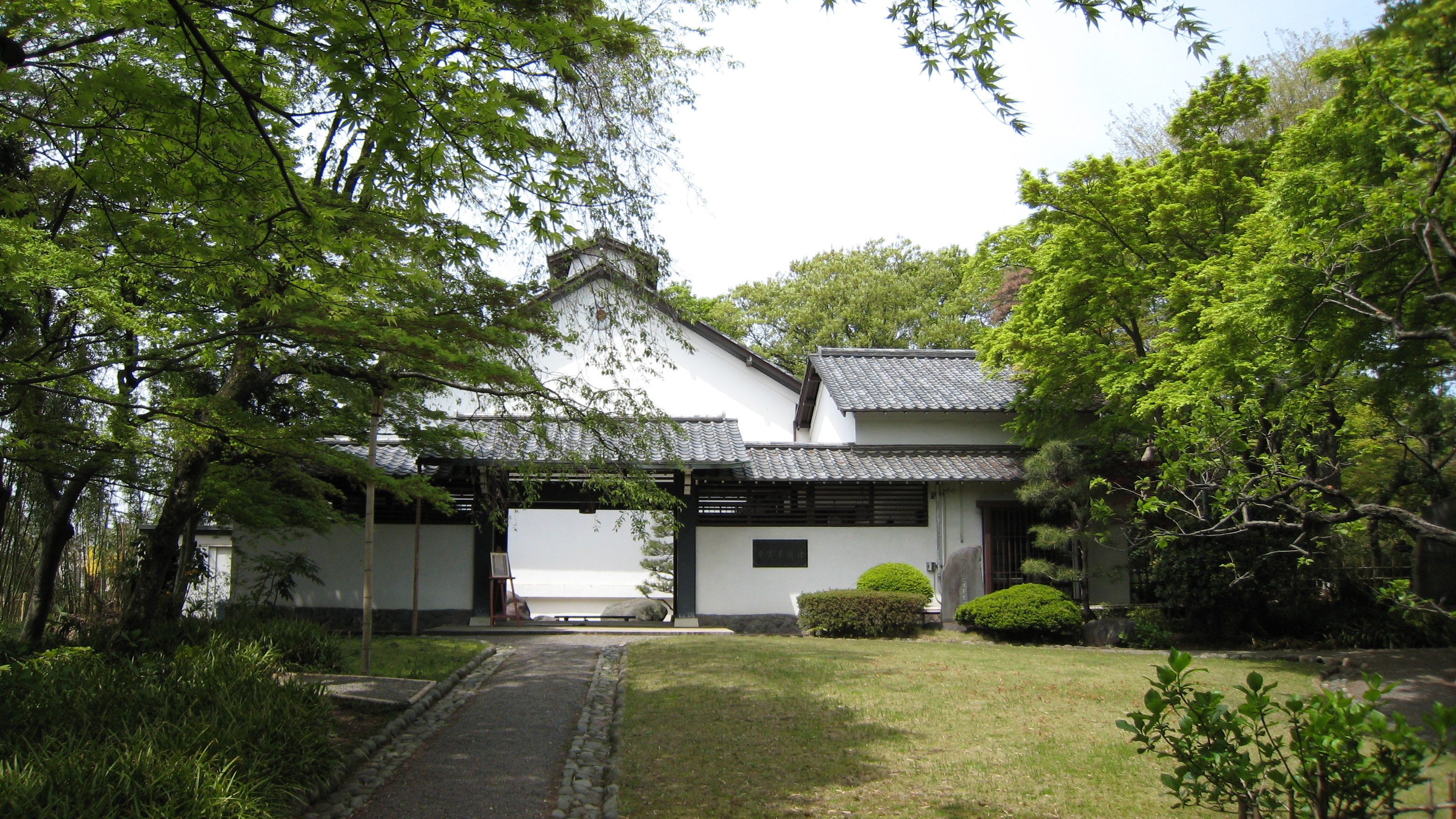
Sōun-Kunstmuseum in Ashikaga

1. ↑  Im Yoshizawa Memorial Museum of Art, Sano.